# Lées-Athas
Lées-Athas (prononcé [lezatas] ; en béarnais Lées-Atas) est une commune française, située dans le département des Pyrénées-Atlantiques en région Nouvelle-Aquitaine.

## Géographie

### Localisation
La commune de Lées-Athas se trouve dans le département des Pyrénées-Atlantiques, en région Nouvelle-Aquitaine et est frontalière avec l'Espagne (Communauté forale de Navarre).
Elle se situe à 60 km par la route de Pau, préfecture du département, et à 28 km d'Oloron-Sainte-Marie, sous-préfecture.
Les communes les plus proches sont : 
Accous (1,8 km), Osse-en-Aspe (2,4 km), Bedous (3,3 km), Lescun (4,6 km), Cette-Eygun (5,0 km), Aydius (7,2 km), Etsaut (8,1 km), Borce (8,3 km).
Sur le plan historique et culturel, Lées-Athas fait partie de la province du Béarn, qui fut également un État et qui présente une unité historique et culturelle à laquelle s’oppose une diversité frappante de paysages au relief tourmenté.
La commune est frontalière avec l'Espagne (Navarre).
Elle fait partie de la vallée d'Aspe.

### Communes limitrophes
Les communes limitrophes sont  Accous, Arette, Bedous, Isaba-Izaba, Lescun et Osse-en-Aspe.
|                 | Osse-en-Aspe | Bedous |
| Arette          | Lées-Athas   | Accous |
| Isaba (Espagne) | Lescun       |        |

### Paysages et relief

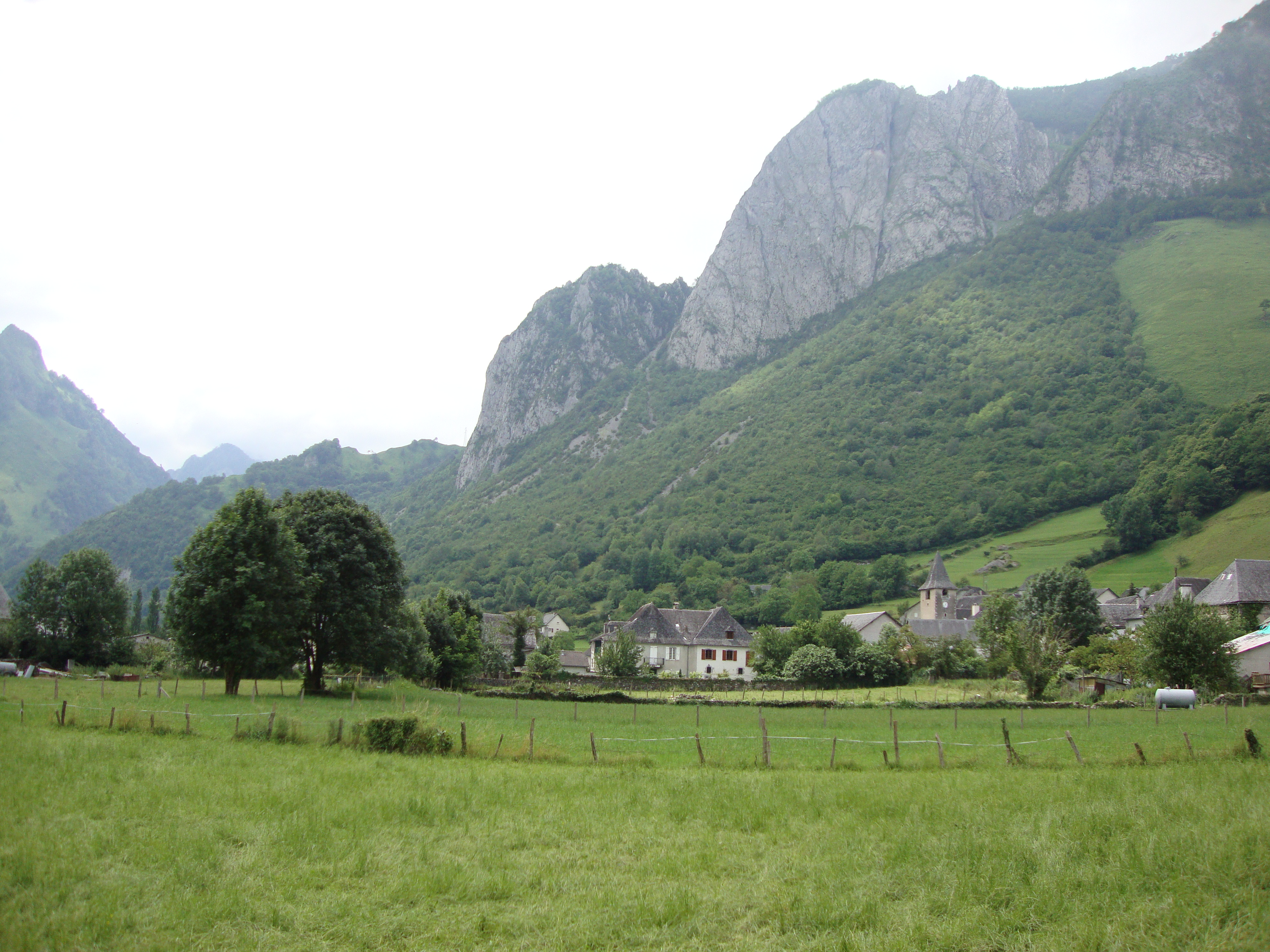
Vue du village de Lées.
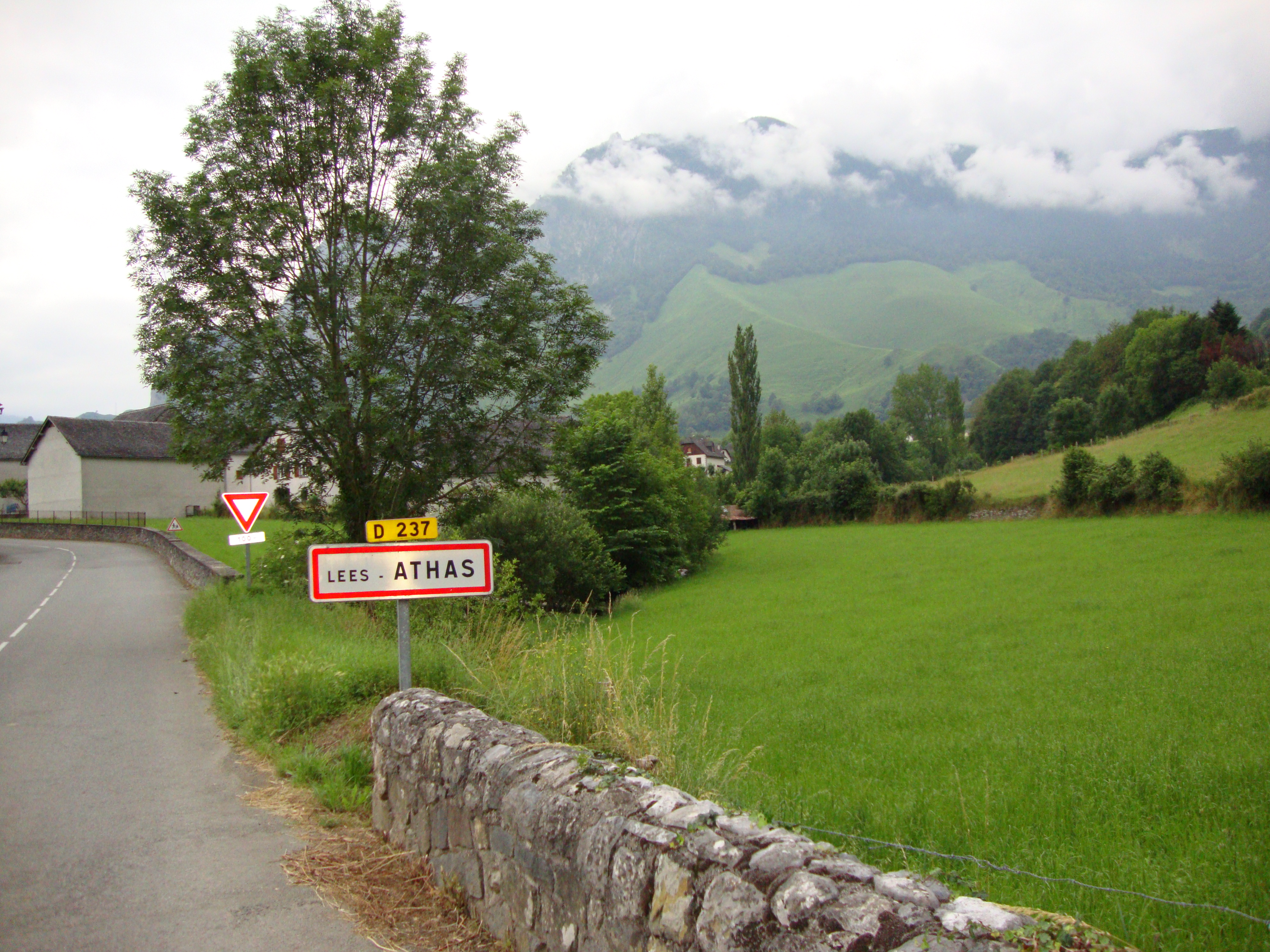
Entrée du village d'Athas.

### Hydrographie
La commune est drainée par le gave d'Aspe, la Berthe, le Malugar, L'Aidy, le Lauga, le ruisseau de Copen, et par divers petits cours d'eau, constituant un réseau hydrographique de 27 km de longueur totale,.
Le gave d'Aspe, d'une longueur totale de 58,1 km, prend sa source dans le cirque d'Aspe, au pied du Mont Aspe (2 643 m), en Espagne, et s'écoule du sud vers le nord. Il traverse la commune et se jette dans le gave d'Oloron à Oloron-Sainte-Marie, après avoir traversé 17 communes.

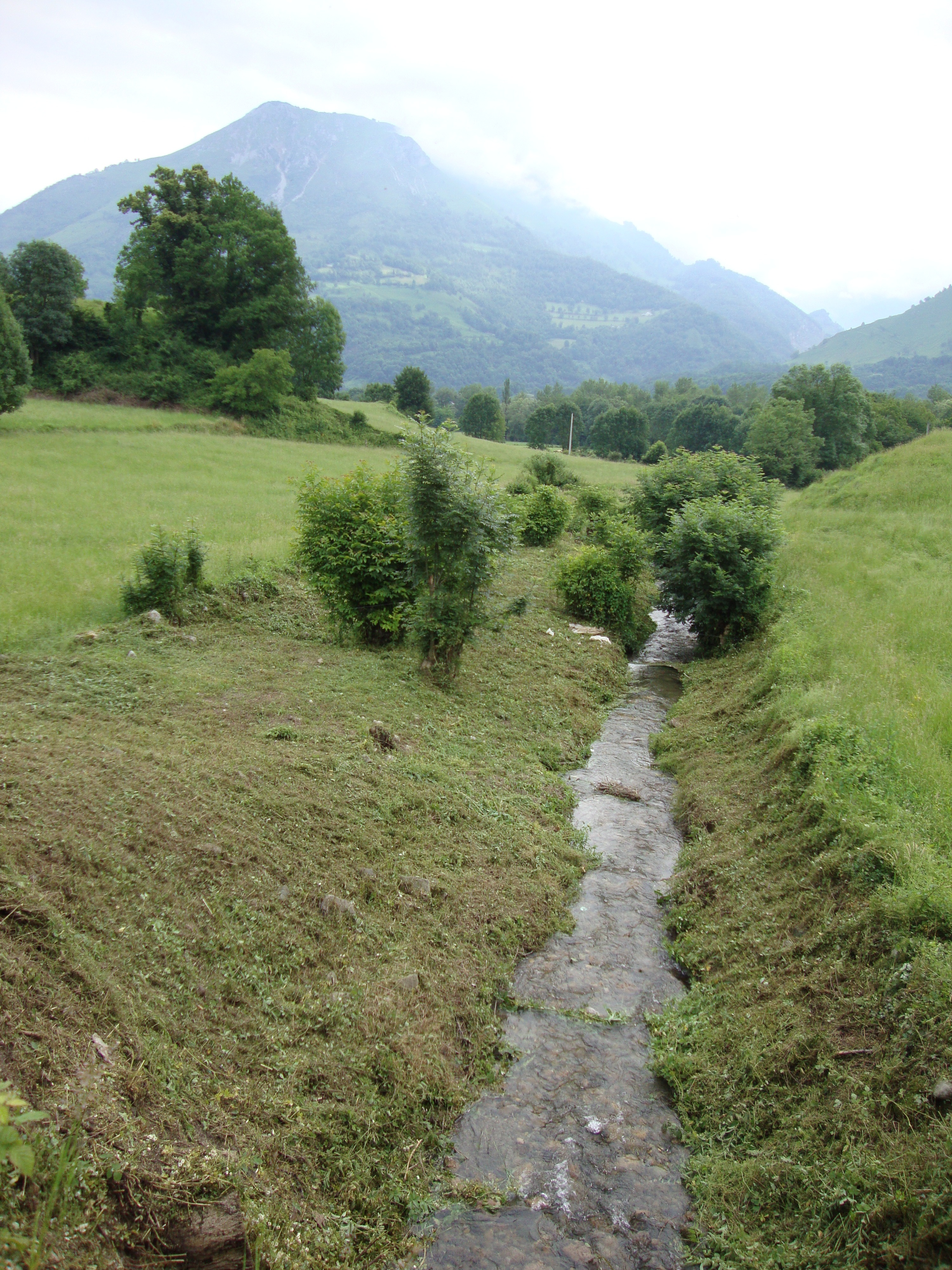
Ruisseau le Malugar à Athas.
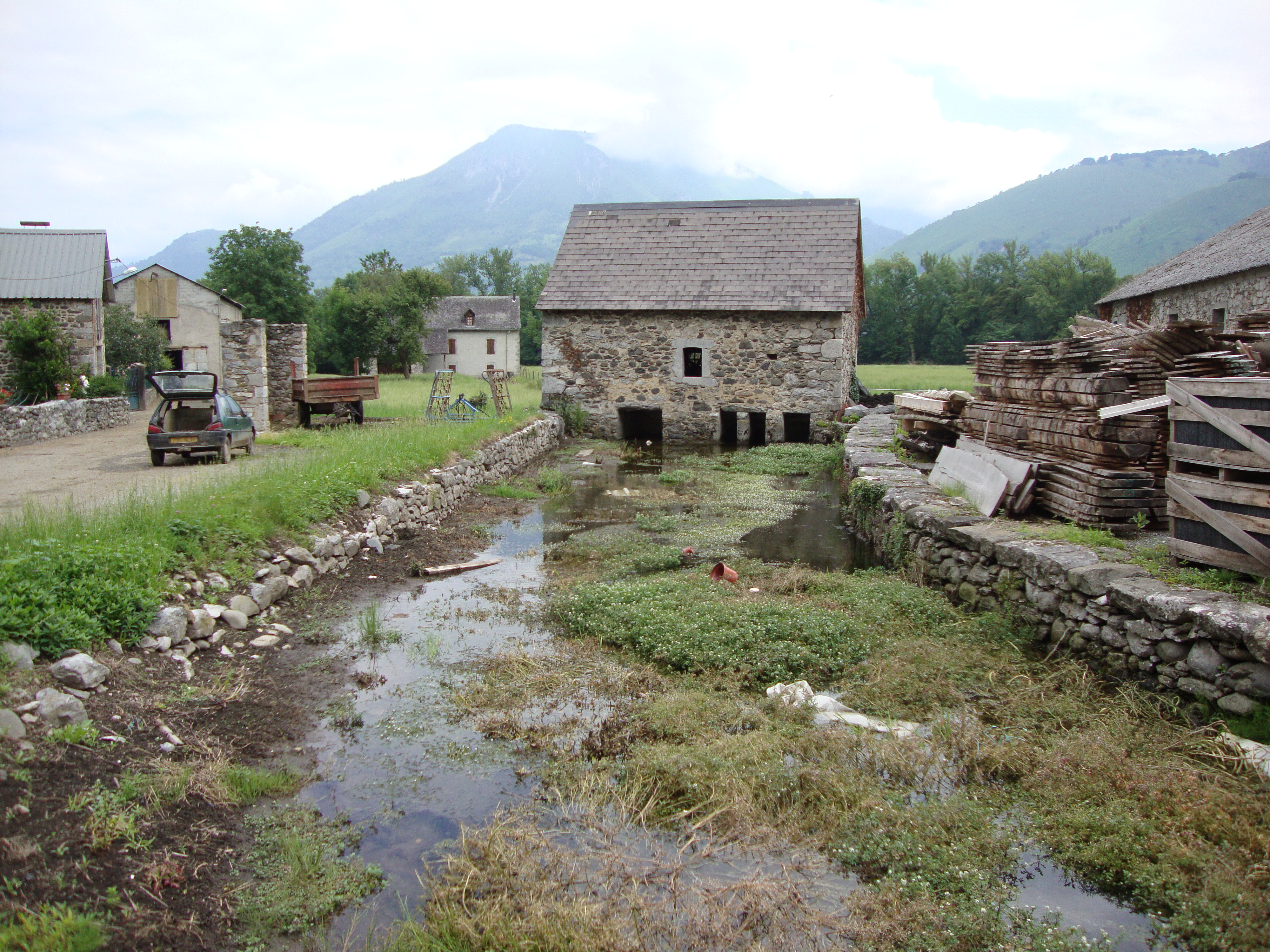
Moulin d'eau à Lées.
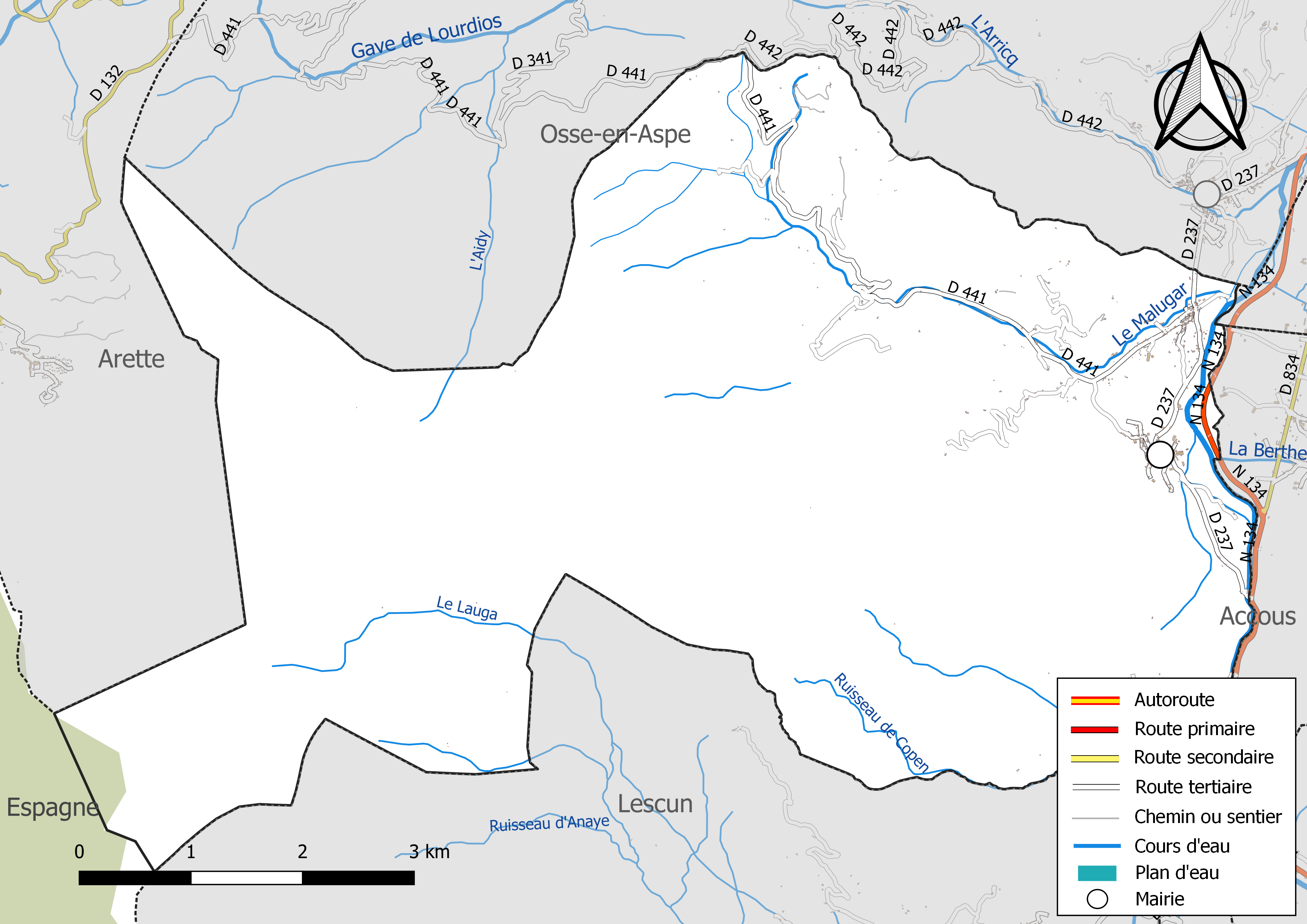
Réseaux hydrographique et routier de Lées-Athas.

### Climat
Pour des articles plus généraux, voir Climat de la Nouvelle-Aquitaine et Climat des Pyrénées-Atlantiques.
Historiquement, la commune est exposée à un climat de montagne.  
En 2020, Météo-France publie une typologie des climats de la France métropolitaine dans laquelle la commune est toujours exposée à un climat de montagne et est dans la région climatique Pyrénées atlantiques, caractérisée par une pluviométrie élevée (>1 200 mm/an) en toutes saisons, des hivers très doux (7,5 °C en plaine) et des vents faibles.
Pour la période 1971-2000, la température annuelle moyenne est de 12,3 °C, avec une amplitude thermique annuelle de 12,9 °C. Le cumul annuel moyen de précipitations est de 1 711 mm, avec 12,2 jours de précipitations en janvier et 9,6 jours en juillet. Pour la période 1991-2020, la température moyenne annuelle observée sur la station météorologique la plus proche, située sur la commune de Licq-Athérey à 23 km à vol d'oiseau, est de 13,1 °C et le cumul annuel moyen de précipitations est de 1 528,1 mm,. Pour l'avenir, les paramètres climatiques de la commune estimés pour 2050 selon différents scénarios d’émission de gaz à effet de serre sont consultables sur un site dédié publié par Météo-France en novembre 2022.

### Milieux naturels et biodiversité

#### Réseau Natura 2000
Le réseau Natura 2000 est un réseau écologique européen de sites naturels d'intérêt écologique élaboré à partir des Directives « Habitats » et « Oiseaux », constitué de zones spéciales de conservation (ZSC) et de zones de protection spéciale (ZPS).
Deux sites Natura 2000 ont été définis sur la commune au titre de la « directive Habitats », : 
- le « massif de l'Anie et d'Espelunguère », d'une superficie de 14 253 ha, un massif montagneux siliceux avec des secteurs calcaires, avec de nombreux habitats herbacés à boisés, siliceux à calcaires, secs à humides[19] ;
- « le gave d'Aspe et le Lourdios (cours d'eau) », d'une superficie de 1 595 ha, un vaste réseau de torrents d'altitude et de cours d'eau de coteaux à très bonne qualité des eaux[20] ;

et deux au titre de la « directive Oiseaux », : 
- les « hautes vallées d'Aspe et d'Ossau », d'une superficie de 49 106 ha, une vaste étendue de système montagnard et alpin étalée sur plusieurs vallées incluant la Zone centrale du Parc national des Pyrénées, dont l'intérêt est la présence d'habitats et d'espèces de haute altitude, souvent spécifiques aux Pyrénées[21] ;
- la « Haute Soule : massif de la Pierre Saint-Martin », d'une superficie de 18 312 ha, un vaste ensemble montagneux de basse à haute altitude[22].

#### Zones naturelles d'intérêt écologique, faunistique et floristique
L’inventaire des zones naturelles d'intérêt écologique, faunistique et floristique (ZNIEFF) a pour objectif de réaliser une couverture des zones les plus intéressantes sur le plan écologique, essentiellement dans la perspective d’améliorer la connaissance du patrimoine naturel national et de fournir aux différents décideurs un outil d’aide à la prise en compte de l’environnement dans l’aménagement du territoire.
Cinq ZNIEFF de type 1 sont recensées sur la commune, : 
- le « cirque de Lescun » (5 691,44 ha), couvrant 4 communes du département[24] ;
- la « forêt d'Issaux, pic Soulaing, soum d'iIre et pic du Layens » (8 075,98 ha), couvrant 4 communes du département[25] ;
- le « massif karstique du pic d'Anie et gouffres de la Pierre-Saint-Martin » (2 464,26 ha), couvrant 3 communes du département[26] ;
- le « réseau hydrographique du gave d'Aspe et ses rives » (1 207,81 ha), couvrant 23 communes du département[27] ;
- la « Rive gauche de la Haute vallée d'Aspe » (9 444,85 ha), couvrant 5 communes du département[28] ;

et deux ZNIEFF de type 2,, : 
- le « réseau hydrographique du gave d'Oloron et de ses affluents » (6 885,32 ha), couvrant 114 communes dont 2 dans les Landes et 112 dans les Pyrénées-Atlantiques[29] ;
- la « vallée d'Aspe » (54 924,87 ha), couvrant 22 communes du département[30].

#### Site du CER Aquitaine
Le val de Copen (9 ha) est un des sites du conservatoire régional des espaces naturels des Pyrénées.

## Urbanisme

### Typologie
Au 1er janvier 2024, Lées-Athas est catégorisée commune rurale à habitat dispersé, selon la nouvelle grille communale de densité à sept niveaux définie par l'Insee en 2022.
Elle est située hors unité urbaine. Par ailleurs la commune fait partie de l'aire d'attraction d'Oloron-Sainte-Marie, dont elle est une commune de la couronne,. Cette aire, qui regroupe 44 communes, est catégorisée dans les aires de moins de 50 000 habitants,.

### Occupation des sols

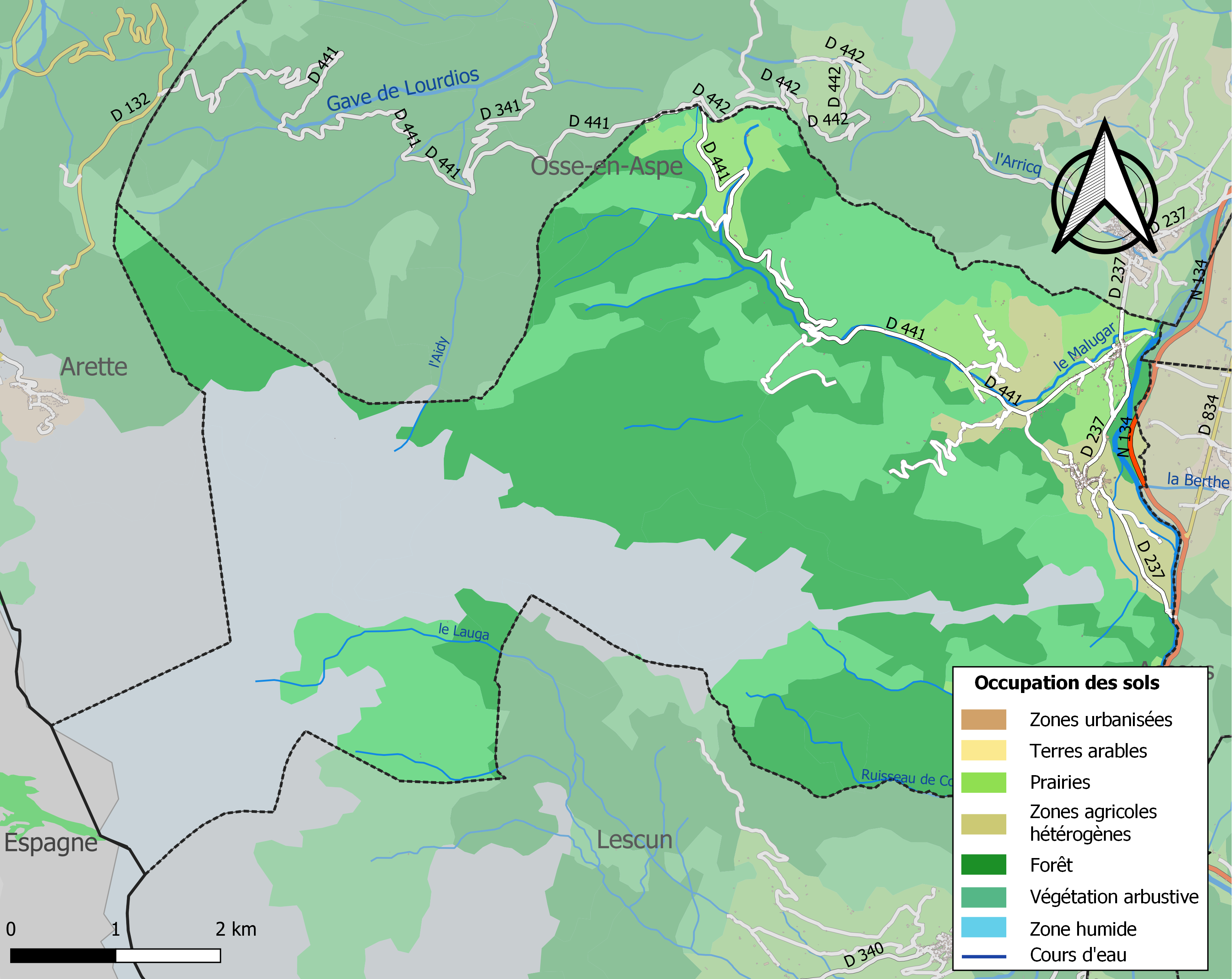
Carte des infrastructures et de l'occupation des sols de la commune en 2018 (CLC).

L'occupation des sols de la commune, telle qu'elle ressort de la base de données européenne d’occupation biophysique des sols Corine Land Cover (CLC), est marquée par l'importance des forêts et milieux semi-naturels (89,6 % en 2018), une proportion sensiblement équivalente à celle de 1990 (89,2 %). La répartition détaillée en 2018 est la suivante : 
forêts (37,6 %), espaces ouverts, sans ou avec peu de végétation (28 %), milieux à végétation arbustive et/ou herbacée (23,9 %), prairies (6,6 %), zones agricoles hétérogènes (3,8 %). L'évolution de l’occupation des sols de la commune et de ses infrastructures peut être observée sur les différentes représentations cartographiques du territoire : la carte de Cassini (XVIIIe siècle), la carte d'état-major (1820-1866) et les cartes ou photos aériennes de l'IGN pour la période actuelle (1950 à aujourd'hui).

### Lieux-dits et hameaux
- Lées ;
- Athas ;
- Anich ;
- Cuyalars du Boué ;
- Eygarry ;
- Peyraube ;
- Asun;
- Anie ;
- Camblong.

### Risques majeurs
Le territoire de la commune de Lées-Athas est vulnérable à différents aléas naturels : météorologiques (tempête, orage, neige, grand froid, canicule ou sécheresse), inondations, feux de forêts, mouvements de terrains, avalanche  et séisme (sismicité moyenne). Il est également exposé à un risque technologique,  le transport de matières dangereuses, et à un risque particulier : le risque de radon. Un site publié par le BRGM permet d'évaluer simplement et rapidement les risques d'un bien localisé soit par son adresse soit par le numéro de sa parcelle.

#### Risques naturels
Certaines parties du territoire communal sont susceptibles d’être affectées par le risque d’inondation par une crue torrentielle ou à montée rapide de cours d'eau, notamment le gave d'Aspe. La commune a été reconnue en état de catastrophe naturelle au titre des dommages causés par les inondations et coulées de boue survenues en 1982, 2009, 2011, 2014 et 2021,.
Lées-Athas est exposée au risque de feu de forêt. En 2020, le premier plan de protection des forêts contre les incendies (PDPFCI) a été adopté pour la période 2020-2030. La réglementation des usages du feu à l’air libre et les obligations légales de débroussaillement dans le département des Pyrénées-Atlantiques font l'objet d'une consultation de public ouverte du 16 septembre au 7 octobre 2022,.
Les mouvements de terrains susceptibles de se produire sur la commune sont des mouvements de sols liés à la présence d'argile et des affaissements et effondrements liés aux cavités souterraines (hors mines). Afin de mieux appréhender le risque d’affaissement de terrain, un inventaire national permet de localiser les éventuelles cavités souterraines sur la commune.

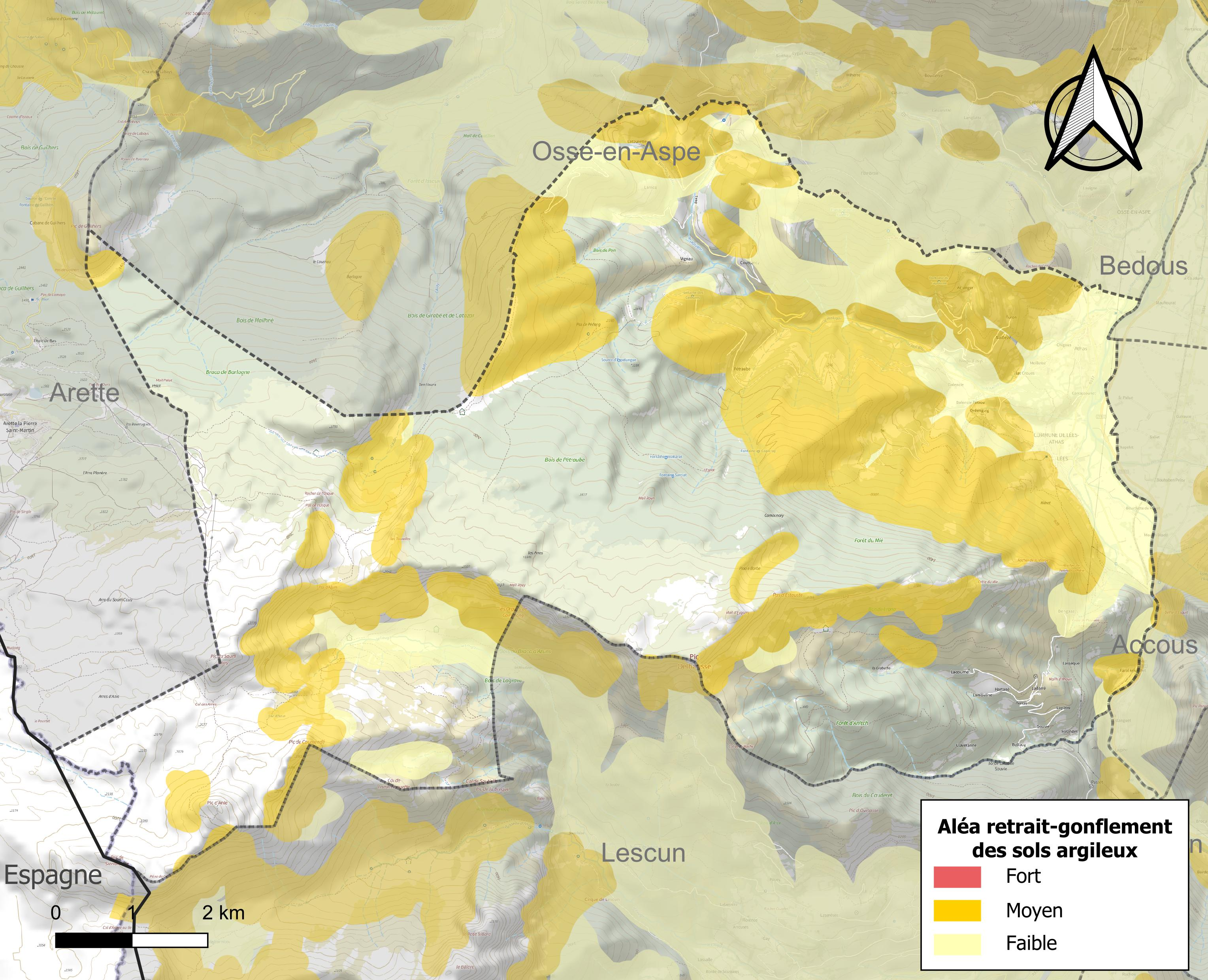
Carte des zones d'aléa retrait-gonflement des sols argileux de Lées-Athas.

Le retrait-gonflement des sols argileux est susceptible d'engendrer des dommages importants aux bâtiments en cas d’alternance de périodes de sécheresse et de pluie. 31,5 % de la superficie communale est en aléa moyen ou fort (59 % au niveau départemental et 48,5 % au niveau national). Depuis le 1er octobre 2020, en application de la loi ELAN, différentes contraintes s'imposent aux vendeurs, maîtres d'ouvrages ou constructeurs de biens situés dans une zone classée en aléa moyen ou fort,.
La commune est exposée aux risques d'avalanche. Les habitants exposés à ce risque doivent se renseigner, en mairie, de l’existence d’un plan de prévention des risques avalanches (PPRA). Le cas échéant, identifier les mesures applicables à l'habitation, identifier, au sein de l'habitation, la pièce avec la façade la moins exposée à l’aléa pouvant faire office, au besoin, de zone de confinement et équiper cette pièce avec un kit de situation d’urgence,.

#### Risque particulier
Dans plusieurs parties du territoire national, le radon, accumulé dans certains logements ou autres locaux, peut constituer une source significative d’exposition de la population aux rayonnements ionisants. Selon la classification de 2018, la commune de Lées-Athas est classée en zone 3, à savoir zone à potentiel radon significatif.

## Toponymie
Le toponyme Lées /lés/ apparaît sous les formes 
Léès (1215, cartulaire de l'évêché d'Oloron), 
Leet (1449, règlements de la Cour Majour de Béarn), 
Les (1538, réformation de Béarn), 
Sancta-Maria de Lées (1603, insinuations du diocèse d'Oloron).
Le village d'Athas /atas/ apparaît quant à lui sous les formes 
Atass (1154, cité par Jean Vignau-Lous), 
Atas (1250, for d'Aspe), 
Attas/Athas (1591, cité par Jean Vignau-Lous), 
Sanctus Felix d'Atas et Sent Phelip d'Ataas (1608, insinuations du diocèse d'Oloron)   et 
Atas sur la carte de Cassini (fin XVIIIe siècle.
Athas est probablement un dérivé en -atz/-as du basque athe 'porte'.
Son nom béarnais est Lées-Atas.

## Histoire
En 1385, Lées comptait 29 feux et dépendait du bailliage d'Aspe. 

Paul Raymond mentionne l'existence d'une abbaye laïque, vassale de la vicomté de Béarn.

### Exploitation de la mâture et port d'Athas
L'exploitation des forêts de la vallée d'Aspe pour fournir en mats la Marine Royale débute à la fin du XVIIe siècle. Elle est confiée à cette époque à un certain Gabe de Sarrance. C'est alors qu'apparait le port d'Athas, les troncs sont descendus de la montagne par des chariots tirés par des attelages de bœufs, mis à l'eau à Athas et conduits par flottage sur radeaux jusqu'à Oloron puis Bayonne. Vers 1710, 300 radeaux quittaient le port d'Athas chaque année.
Gabe puis ses successeurs ne donnant pas satisfaction, l'exploitation est confiée, en 1758, à la société Forcade d'Oloron. 130 ouvriers sont recrutés ainsi que des radeleurs de Comminges (conducteurs de radeaux de flottage). Le port s'agrandit et un moulin à scie est construit. En 1764, l'exploitation change de nouveau de main, elle est gérée par le sieur d'Arripe puis finalement prise en charge par la Marine Royale en 1766. L'ingénieur Leroy va alors développer le port d'Athas et gérer l'exploitation forestière. Les grands chemins de la mâture de la vallée d'Aspe datent de cette époque.
Le port était constitué d'un bassin de 91m x 32 m dans lequel étaient assemblés les radeaux. Il s'ouvrait vers le gave d'Aspe par deux écluses. Une dérivation du gave alimentait le bassin ainsi que le moulin à scie. Les chemins de la mature d'Issaux et du Pact (cf chemin de la mâture) convergeaient vers le port.
Durant cette grande époque, Athas possédait  un magasin royal fournissant tout ce qui était nécessaire à l'exploitation des forêts, des forges, des ateliers de construction, une étable abritant une soixantaine de paires de bœufs, un grenier de 8000 quintaux de foin, une chapelle (chapelle de la Mâture) et un "hôpital" (maison Espitalère),.
Malesherbes visite l'installation d'Athas en 1767 et en rédige un mémoire détaillé.
L'exploitation de la forêt d'Issaux se termine en 1780, le port d'Athas n'est alors plus utilisé et disparait peu à peu.

## Politique et administration
| Période                                  | Période  | Identité                    | Étiquette | Qualité              |
| ---------------------------------------- | -------- | --------------------------- | --------- | -------------------- |
| Les données manquantes sont à compléter. |          |                             |           |                      |
|                                          |          |                             |           |                      |
| 1809                                     |          | Bertrand Lapoulide          |           |                      |
| 1824                                     | 1828     | Mathieu Casalot             |           | propriétaire rentier |
| 1842                                     |          | Jean Estagnasié             |           |                      |
|                                          | 1868     | Pierre Valentin Salefranque |           |                      |
| 1868                                     | 1888     | Jean Maurice Salefranque    |           |                      |
| 1888                                     | 1896     | Estagnasié                  |           |                      |
| 1896                                     | 1904     | Balencie                    |           |                      |
| 1904                                     |          | Estagnasié                  |           |                      |
| 1995                                     | 2001     | Louis Loustau-Chartez       |           |                      |
| 2001                                     | 2006     | Pierre Moulia               | SE        |                      |
| 2006                                     | 2014     | Jean Bourdaa                | PRG       |                      |
| 2014 (réélu en mai 2020)                 | En cours | Patrick Maunas              |           |                      |

### Intercommunalité
La commune fait partie de cinq structures intercommunales :
- la Communauté de communes du Haut Béarn ;
- le syndicat d’énergie des Pyrénées-Atlantiques ;
- le syndicat de télévision d'Oloron - Vallée d'Aspe ;
- le syndicat intercommunal d'aide matérielle à la scolarisation en vallée d'Aspe ;
- le syndicat mixte du Haut-Béarn.

## Population et société

### Démographie
L'évolution du nombre d'habitants est connue à travers les recensements de la population effectués dans la commune depuis 1793. Pour les communes de moins de 10 000 habitants, une enquête de recensement portant sur toute la population est réalisée tous les cinq ans, les populations de référence des années intermédiaires étant quant à elles estimées par interpolation ou extrapolation. Pour la commune, le premier recensement exhaustif entrant dans le cadre du nouveau dispositif a été réalisé en 2005.

En 2022, la commune comptait 232 habitants, en évolution de −13,11 % par rapport à 2016 (Pyrénées-Atlantiques : +3,78 %, France hors Mayotte : +2,11 %).
| 1793 | 1800 | 1806 | 1821 | 1831 | 1836 | 1841 | 1846 | 1851 |
| ---- | ---- | ---- | ---- | ---- | ---- | ---- | ---- | ---- |
| 863  | 911  | 920  | 955  | 895  | 910  | 893  | 911  | 898  |

| 1856 | 1861 | 1866 | 1872 | 1876 | 1881 | 1886 | 1891 | 1896 |
| ---- | ---- | ---- | ---- | ---- | ---- | ---- | ---- | ---- |
| 857  | 824  | 754  | 699  | 676  | 645  | 641  | 602  | 598  |

| 1901 | 1906 | 1911 | 1921 | 1926 | 1931 | 1936 | 1946 | 1954 |
| ---- | ---- | ---- | ---- | ---- | ---- | ---- | ---- | ---- |
| 580  | 565  | 548  | 543  | 502  | 514  | 501  | 440  | 392  |

| 1962 | 1968 | 1975 | 1982 | 1990 | 1999 | 2005 | 2006 | 2010 |
| ---- | ---- | ---- | ---- | ---- | ---- | ---- | ---- | ---- |
| 348  | 312  | 278  | 243  | 241  | 264  | 292  | 289  | 291  |

| 2015 | 2020 | 2022 | - | - | - | - | - | - |
| ---- | ---- | ---- | - | - | - | - | - | - |
| 268  | 242  | 232  | - | - | - | - | - | - |

## Économie
L'économie de la commune est essentiellement orientée vers l'agriculture et l'élevage (bovins et ovins). La fabrication de fromages fermiers est également une des ressources de la commune. La commune fait partie de la zone d'appellation de l'ossau-iraty.
Une scierie est actuellement en activité.
La pureté des eaux des gaves pyrénéens a en outre permis le développement de la pisciculture.

## Culture locale et patrimoine

### Patrimoine civil
- Maisons des XVIe, XVIIe, XVIIIe et XIXe siècles (four à pain, étable, porcherie, fenil).

### Patrimoine religieux
- Ěglise Notre-Dame d'origine romane XIIe siècle (Lées).
- Église Saint-Félix XVe siècle (Athas).

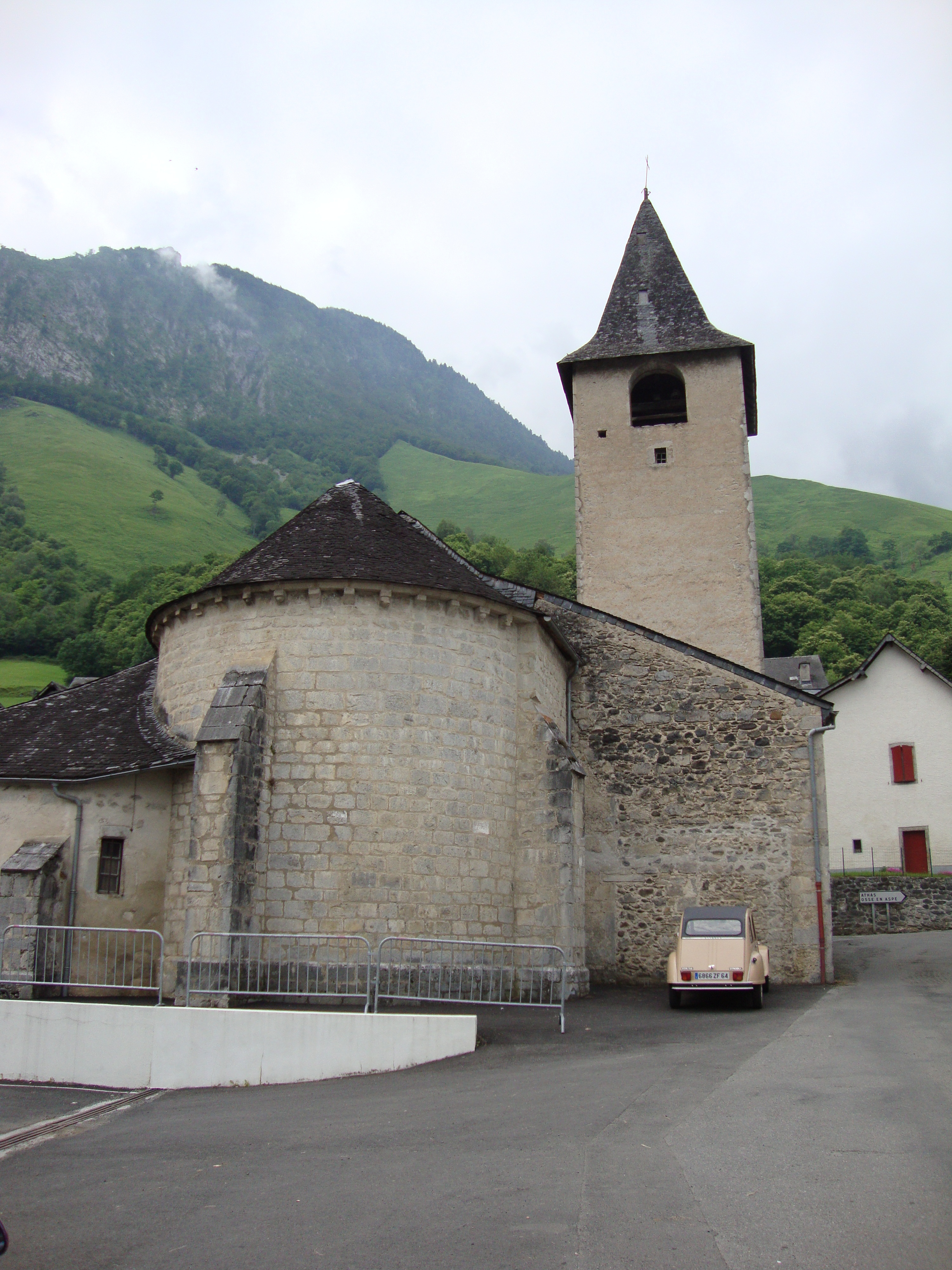
L'église Notre-Dame de Lées côté chevet.
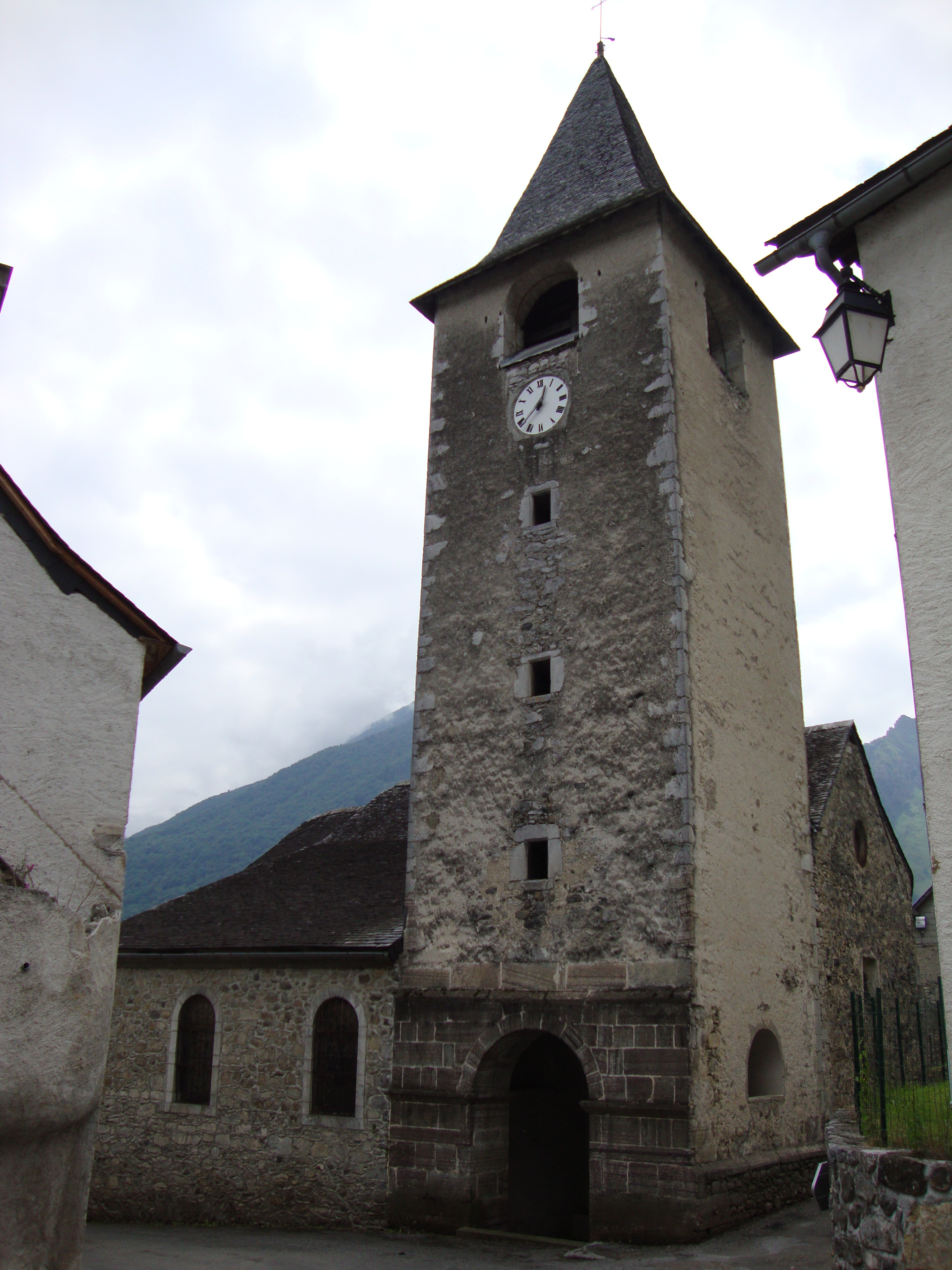
Tour de l'église de Lées.
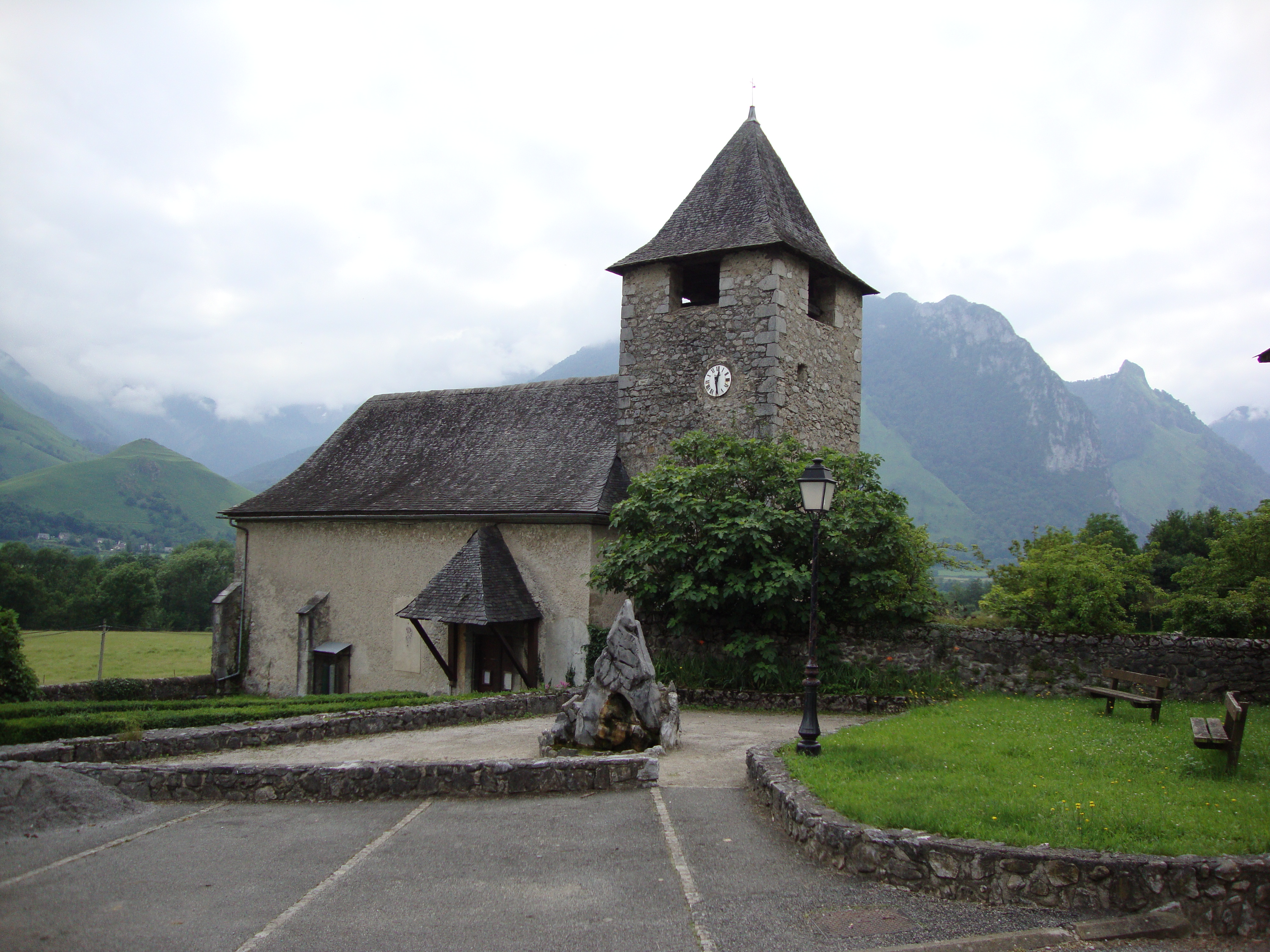
L'église Saint-Félix d'Athas.

## Équipements
La commune ne possède plus d’école élémentaire.

## Personnalités liées à la commune
- Bernard Pourailly (1775-1828), général des armées de la République et de l'Empire y est né.